# Doug Liman
Pour les articles homonymes, voir Liman (homonymie).
Doug Liman est un producteur, réalisateur et directeur de la photographie américain, né le 24 juillet 1965 à New York (États-Unis).

## Biographie

### Jeunesse et formation
Douglas Eric Liman naît à New York le 24 juillet 1965. Dès l'âge de sept ans, il réalise des courts métrages.
En même temps que ses études secondaires, il fréquente le Centre international de la photographie de New York, puis entre à l'université Brown, à Providence dans le Rhode Island. Il s'inscrit ensuite à l'USC School of Cinematic Arts de l'université du Sud de la Californie à Los Angeles. Il y signe son premier long métrage en 1994, Getting In, avec notamment Matthew Perry, Andrew McCarthy et Christine Baranski.

### Révélation du cinéma indépendant (années 1990)
En 1996, il produit et réalise la comédie indépendante Swingers. Il y accepte de diriger Jon Favreau, l'auteur du scénario, et Vince Vaughn, alors jeunes inconnus jugés incapables de porter un tel projet. Le film reçoit de très bonnes critiques, et connaît un joli succès dans les salles américaines. 
En 1999, il s'essaie au film noir Go avec Sarah Polley et Katie Holmes, qui est présenté en avant-première au Festival du film de Sundance. Le film confirme son succès commercial, et est très bien accueilli par la presse américaine.
Après cette trilogie de films indépendants, il amorce la seconde phase de sa carrière.

### Passage aux blockbusters et à la production (années 2000)

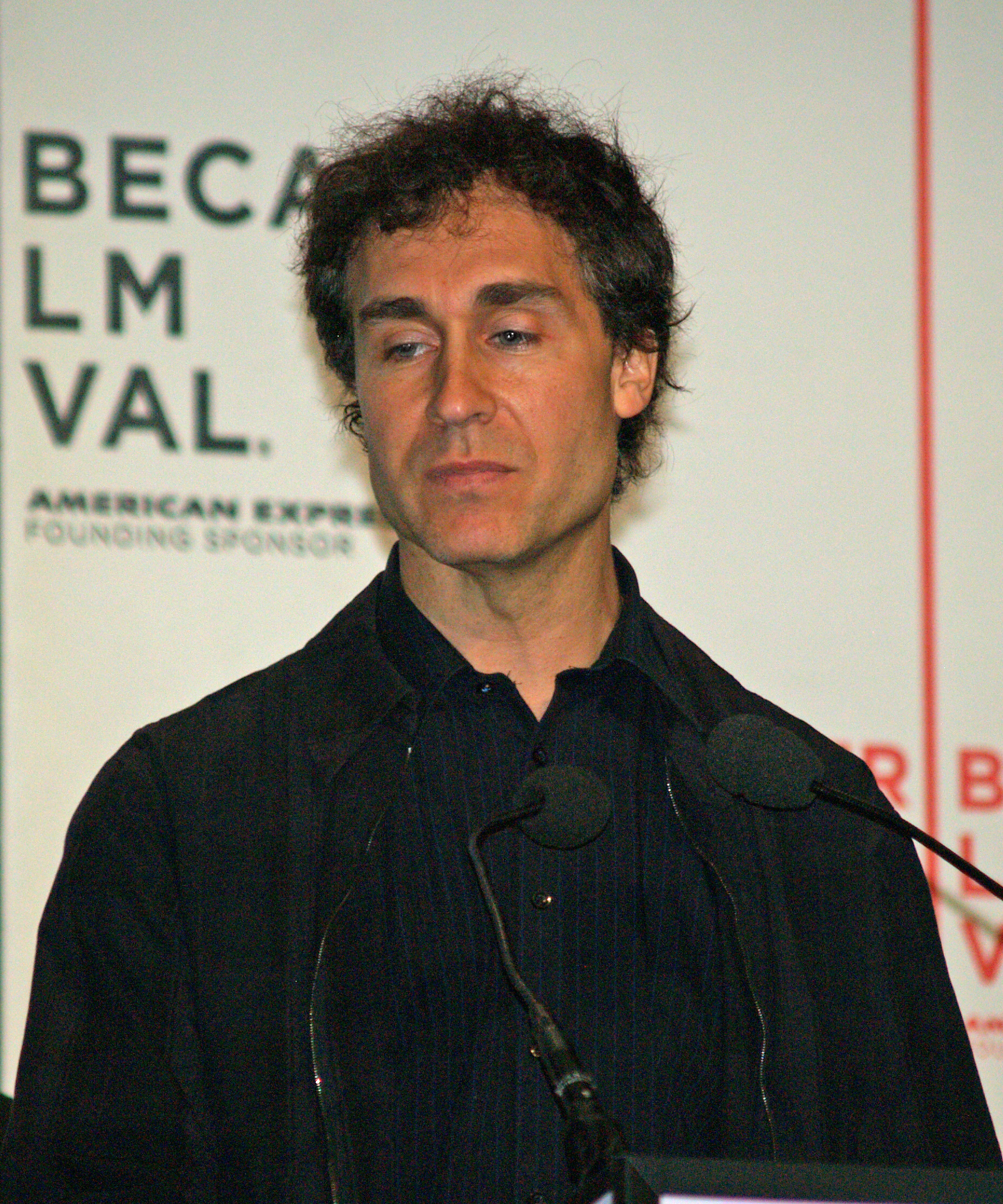
Le cinéaste au Festival du film de Tribeca en 2008.

En 2001, il met en scène le film d'action La Mémoire dans la peau, avec Matt Damon dans la peau de Jason Bourne. Le long-métrage est un immense succès et devient une très populaire franchise. Il lance aussi son acteur principal comme héros de blockbuster d'action.
Il confirme en 2005 avec un projet encore plus commercial, la comédie d'action Mr. et Mrs. Smith avec les méga-stars Brad Pitt et Angelina Jolie. Le film est un large succès commercial à l'international, et cette fois lance un nouveau couple hollywoodien. Mais pour la première fois, les critiques sont plus mitigées.
Parallèlement, il s'impose en tant que producteur de télévision avisé : il produit et réalise les premiers épisodes de la série pour adolescents, Newport Beach, énorme succès médiatique de l'année 2003, qui dure quatre saisons sur la chaîne Fox. 
En 2007, il s'essaie au cinéma fantastique avec Jumper, avec le fraîchement révélé Hayden Christensen, et l'expérimenté Samuel L. Jackson. Ce troisième essai pour les studios se solde cette fois par un énorme échec critique et commercial. Les projets de suites sont ainsi annulés.

### Retour critique et producteur confirmé (années 2010)

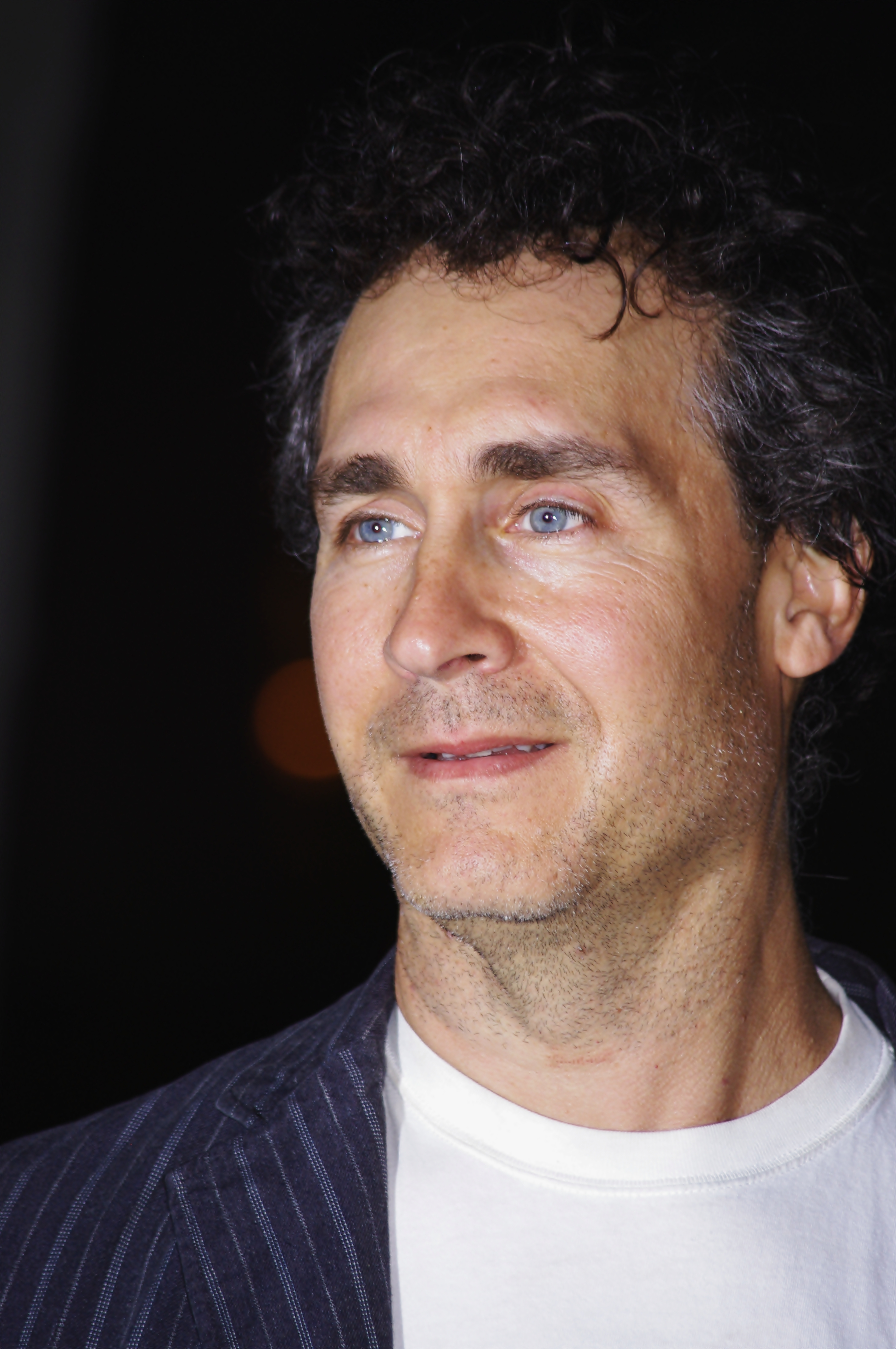
Au 10e anniversaire du Festival du film de Tribeca, en avril 2011.

Le cinéaste rebondit vite, en renouant avec un cinéma plus adulte, et un budget plus réduit :  pour cela, il revient au film d'espionnage, mais dans un registre plus réaliste et dramatique, avec Fair Game dans lequel Naomi Watts incarne l'agent de la CIA Valerie Plame. Le film est en compétition officielle au Festival de Cannes 2010. Si le budget est à peine remboursé grâce à l'international, Liman convainc de nouveau la critique.
Du côté de la télévision, il est derrière deux populaires séries de la chaîne USA Network : la série d'espionnage et d'action Covert Affairs, qui connaît cinq saisons entre 2010 et 2014 ; puis, depuis 2011, la série d'avocats, Suits : Avocats sur mesure.
II dirige ensuite Tom Cruise, pour le blockbuster de science-fiction Edge of Tomorrow, adapté du light novel All You Need Is Kill d'Hiroshi Sakurazaka, qui sort en 2014. Les critiques sont très positives, mais le film déçoit au box-office américain.
Il a été longtemps attaché au projet d'adaptation du personnage de Marvel Comics, Gambit. Mais il semble qu'il préfère alors aller chez DC Comics pour mettre en scène un film sur la Justice League Dark. Alors que ces projets ne semblent se concrétiser, il met en scène le film à petit budget The Wall, qui sort en mai 2017, dans lequel Aaron Taylor-Johnson et John Cena incarnent deux soldats américains aux prises avec un sniper irakien. Il retrouve ensuite Tom Cruise pour le thriller Barry Seal: American Traffic, qui sort en septembre 2017, seulement quelques mois après The Wall. Tom Cruise y incarne Barry Seal.
Il retrouve ensuite la science-fiction avec Chaos Walking, adaptation du premier roman de la série littéraire Le Chaos en marche de Patrick Ness. Tourné en 2017, le film ne sort qu'en 2021. Il y dirige les jeunes comédiens Daisy Ridley et Tom Holland, ainsi que l'expérimenté Mads Mikkelsen. Alors que ce film connait de nombreux retards de production, il tourne un autre film qui sort avant celui-ci, Locked Down (2021).
Il réalise ensuite Road House, remake du film du même nom sorti en 1989. Jake Gyllenhaal y reprend le rôle principal jadis tenu par Patrick Swayze.

## Filmographie

### Comme réalisateur
- 1994 : Getting In (en)
- 1996 : Swingers
- 1999 : Go
- 2002 : La Mémoire dans la peau (The Bourne Identity)
- 2005 : Mr. et Mrs. Smith
- 2006 : Heist (en) (série télévisée)
- 2007 : Mr. et Mrs. Smith (pilote série télévisée)
- 2008 : Jumper
- 2010 : Fair Game
- 2014 : Edge of Tomorrow
- 2017 : The Wall
- 2017 : Barry Seal: American Traffic (American Made)
- 2021 : Locked Down
- 2021 : Chaos Walking
- 2023 : Justice (documentaire)
- 2024 : Road House
- 2024 : The Instigators

### Comme producteur
- 2001 : See Jane Run
- 2001 : La Tentation de Jessica (Kissing Jessica Stein)
- 2002 : La Mémoire dans la peau (The Bourne Identity)
- 2003 : Gabriel y Gato
- 2003-2006 : Newport Beach (série télévisée)
- 2004 : Terry Tate: Office Linebacker Sensitivity Training
- 2004 : Mail Order Wife
- 2004 : La Mort dans la peau (The Bourne Supremacy)
- 2005 : Cry Wolf
- 2008-2009 : Le Retour de K 2000 (série télévisée)
- 2010-2014 : Covert Affairs (série télévisée)
- 2011-2012 : I Just Want My Pants Back (série télévisée)
- 2011-2019 : Suits : Avocats sur mesure (Suits) (série télévisée)
- 2016 : Jason Bourne de Paul Greengrass (producteur délégué)
- 2016 : Don't Look Deeper (série télévisée)
- 2019 : Pearson (série télévisée)
- 2021 : Locked Down

### Comme directeur de la photographie
- 1996 : Swingers
- 1999 : Go